# Finnån

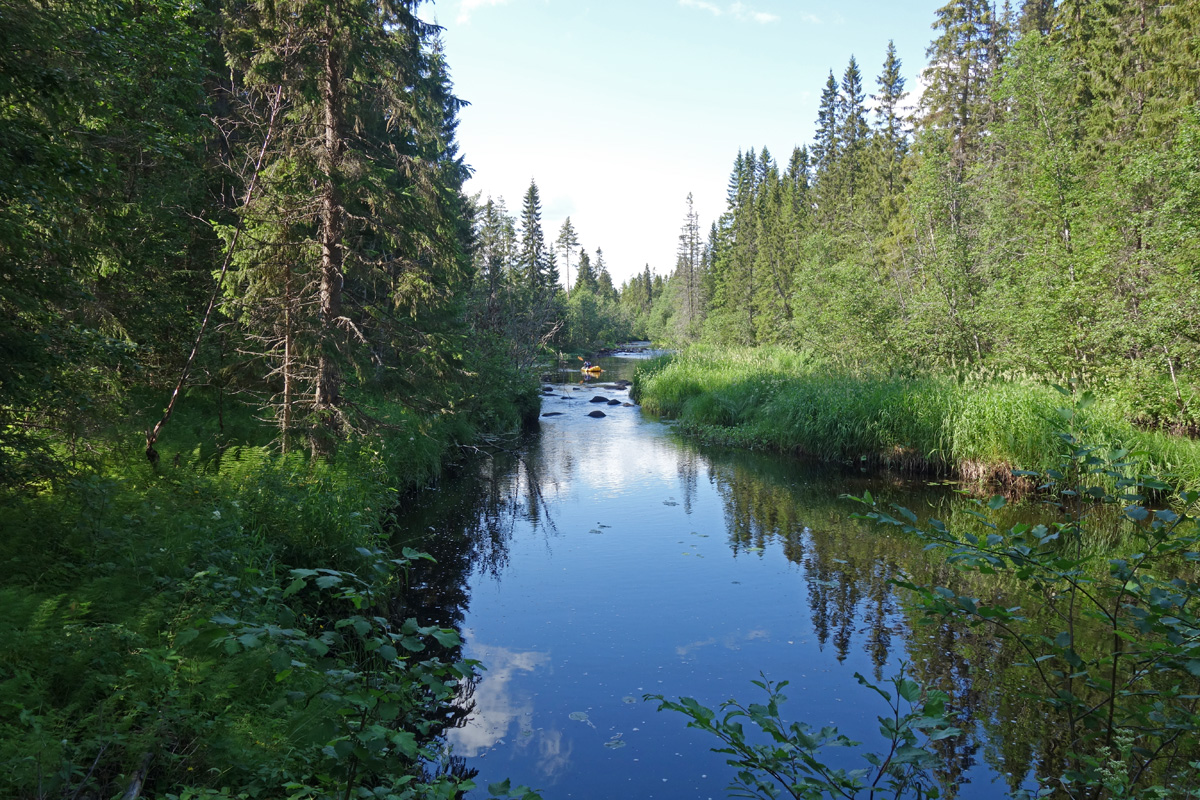
Finnån mellan Helgumsbodarna och Guxås-Överbodarna, inte långt från byn Finnåberget.

Finnån är ett vattendrag i Sollefteå kommun i västra Ångermanland, ett vänsterbiflöde till Ledingsån i Faxälvens flodområde. Finnåns längd är cirka 10 kilometer, inklusive källflöden cirka 30 kilometer. Den egentliga Finnån kommer från Sörsjön cirka 30 km väster om Sollefteå, varifrån den rinner till Finnsjön, vid Finnåberget (387 meter över havet). Därifrån rinner Finnån åt sydost förbi några före detta fäbodar hörande till byarna Helgum och Guxås, innan den mynnar i Ledingsån.
De nedersta 3,5 kilometerna av Finnåns lopp är mer eller mindre torrlagda eftersom vattnet leds över till Ledinge kraftverk, som även utnyttjar Ledingsåns vatten. Vid överledningen finns en spärrdamm som utgör ett vandringshinder, vilket innebär att fisk inte kan vandra upp i Finnån. Åns naturliga fåra nedströms dammen saknar också minimitappning.
Ledingsån mynnar i byn Ledingeå cirka 2 km väster om det gamla stationssamhället Helgum.
Flottning av timmer inleddes i Finnån under 1800-talet fram till 1966. Ån blev allmän flottled 1881. Gamla flottningsdammar finns i biflödet Runån (två stycken), vid utloppet av Sörsjön, vid utloppet av Sjötjärnen samt nedströms Finnsjön och Musksjön.